# 川中子雅人
川中子 雅人（かわなご まさひと、1972年6月17日 - ）は、日本の男性声優。埼玉県出身。

## 経歴
専門学校東京アナウンス学院、映像テクノアカデミア声優科卒業。江崎プロダクション、九プロダクション、アクセントを経て、プロダクション・エースに所属。

## 人物
趣味・特技は読書、映画鑑賞、筋トレ、家事全般。
吹き替えではジャスティン・ロングを持ち役にしている。

## 出演

### テレビアニメ
時期不明
- クッキングパパ（のぼる、店員、清）
- クレヨンしんちゃん（お兄さんB）

1994年
- D・N・A² 〜何処かで失くしたあいつのアイツ〜（男）
- マクロス7（技術者）

1995年
- 鬼神童子ZENKI（男子生徒、衛兵B）

1997年
- 剣風伝奇ベルセルク（1997年 - 1998年、男B、兵士、ガストン）
- バトルアスリーテス大運動会

1998年
- serial experiments lain（声）

2000年
- 犬夜叉（2000年 - 2004年、蹴鞠の人々、白虎）
- ゲートキーパーズ（男子生徒B）
- 超特急ヒカリアン（パノラマスーパー）

2003年
- あたしンち（2003年 - 2004年、男、生徒A、若い男）
- カレイドスター（司会者）

2004年
- GANTZ 〜the first stage〜（根本鉄男）
- 小さい潜水艦に恋をしたでかすぎるクジラの話（加藤）
- 忍たま乱太郎（2004年 - 2023年、土寿烏、ドクササコの忍者、ウスタケ忍者、尼夏籐九郎の友人の兄）
- 遊☆戯☆王デュエルモンスターズ（神官カリム）

2005年
- ドラえもん（テレビ朝日版第2期）（2005年 - 2010年、ガキ大将ののび太、学生A、アシスタントプロデューサー）

2006年
- クレヨンしんちゃん（2006年 - 2013年、男A、若者、瓜田井門）
- 魔法食堂チャラポンタン（ヒラクン）
- 名探偵コナン（2006年 - 2021年、鑑識、係員、刑事、スタッフ、配達員、警察無線、金山誠一、刑事、陣屋才輔）
- 妖怪人間ベム（第2作）（銀行員）

2007年
- 史上最強の弟子ケンイチ（今井、水沼）

2008年
- スキップ・ビート!（社倖一）

2009年
- ご姉弟物語（2009年 - 2010年、若者A、小山）
- ジャングル大帝 -勇気が未来をかえる-（インパラ）
- 遊☆戯☆王5D's（ゴースト）

2012年
- 中二病でも恋がしたい!（生徒）

2018年
- レイトン ミステリー探偵社 〜カトリーのナゾトキファイル〜（2018年 - 2019年、マーク・スカーロイド / ラットマン）

2019年
- 本好きの下剋上 司書になるためには手段を選んでいられません（細工師）

### 劇場アニメ
- らんま1/2 超無差別決戦! 乱馬チームVS伝説の鳳凰（1994年、住人）
- とつぜん!ネコの国 バニパルウィット（1998年、兵士A〈猫市民A〉）
- クレヨンしんちゃん 伝説を呼ぶ 踊れ!アミーゴ!（2006年、アミーゴ軍団A）
- 河童のクゥと夏休み（2007年、警備員1）
- 名探偵コナン 11人目のストライカー（2012年、カメラマン）

### OVA
- 銀河英雄伝説（1988年）[2]
- 世界の光 親鸞聖人（1992年、親鸞の弟子B）
- らんま1/2 道を継ぐ者（1994年、客[2]）
- 鬼公子炎魔（2006年、小山田）
- カレイドスター 新たなる翼（2006年、司会者）
- 一撃殺虫!!ホイホイさん LEGACY（2013年、油壺）※単行本1巻のアニメDVD付き特装版[9]
- 本好きの下剋上 司書になるためには手段を選んでいられません 外伝（2020年、細工師）

### Webアニメ
- めぐみ（2008年、事務員[10]）

### ゲーム
2003年
- キャッスルファンタジア〜エレンシア戦記〜リニューアル（ファイゼル＝リッター）
- スターオーシャン Till the End of Time（ディオン・ランダース、ベルゼブル）

2004年
- 放課後のLove Beat（天城来栖）

2006年
- テイルズ オブ デスティニー（PS2版）（反乱軍兵士A）

2009年
- スキップ・ビート!（社倖一）

2012年
- Kinect ラッシュ: ディズニー/ピクサー アドベンチャー（アルフレッド・リングイニ）

2014年
- アサシン クリード ユニティ（マクシミリアン・ロベスピエール）

2017年
- レイトン ミステリージャーニー カトリーエイルと大富豪の陰謀（マーク・スカーロイド)

2019年
- THE KING OF FIGHTERS ALLSTAR（クリザリッド）

2023年
- バイオハザード RE:4（マイク）

### ドラマCD
- クリス・クロス（トマス）

### 吹き替え

#### 担当俳優
ジャスティン・ロング
- アルビンシリーズ（アルビン）
  - アルビン/歌うシマリス3兄弟
  - アルビン2 シマリス3兄弟 vs. 3姉妹
  - アルビン3 シマリスたちの大冒険
  - アルビン4 それいけ!シマリス大作戦

- 遠距離恋愛 彼女の決断（ギャレット）
- スカイランダーズ・アカデミー（スパイロ）
- ダイ・ハード4.0（マシュー・ファレル）
- フランク&ローラ 魔性のレシピ（キース・ウィンクルマン）
- Mr.タスク（ウォレス・ブライトン）
  - コンビニ・ウォーズ バイトJK VS ミニナチ軍団（ヨギー・ベヤー）

#### 映画
- 悪の法則（トニー〈トビー・ケベル〉）
- アサイラム 狂気の密室病棟（レズ）
- あの子を探して（男）
- 愛しのベス・クーパー
- アンダーウォーター（リアム・スミス〈ジョン・ギャラガー・Jr〉）
- インセプション（ナッシュ〈ルーカス・ハース〉）※劇場公開版
- 王女の男（キム・スンユ〈パク・シフ〉）※NHK版
- 男と女の不都合な真実（コリン〈エリック・ウィンター〉）
- カーラの結婚宣言（トレバー）
- 禁断の関係〜愛と憎しみの関係〜（ギャヴィン・ソレンソン〈トム・ライリー〉）
- ゴーストライダー（少年時代のジョニー・ブレイズ〈マット・ロング〉）
- ゴーン・ガール（デジー・コリングス〈ニール・パトリック・ハリス〉）
- 交渉人（アージェント）
- サーティーン あの頃欲しかった愛のこと
- サンドゥ、学校へ行こう!（チェ・ジファン）
- ジェーン・エア（セント・ジョン・リヴァース〈ジェイミー・ベル〉）
- J・エドガー（クライド・トルソン〈アーミー・ハマー〉）
- JIGSAW タワー・オブ・デス（ロバート〈パスカル・ラングデイル〉）
- シングルマン（ジム〈マシュー・グッド〉）
- スティル・ブラック（兵士）
- ソー 生命の木とアスガルドの神々（ソー）
- ダメ男に復讐する方法（マーク・キング〈ニコライ・コスター＝ワルドー〉）
- ディープ・インパクト（エリック・ヴェネガー〈ダグレイ・スコット〉）
- 突然!サバイバル（ネイサン〈コービン・ブルー〉）
- NOPE/ノープ（エンジェル・トーレス〈ブランドン・ペレア〉[14]）
- バレンタイン
- パワーレンジャー・ターボ・映画版・誕生!ターボパワー（アダム・パーク〈ジョニー・ヨング・ボッシュ〉、ユージン“スカル”スカロヴィッチ〈ジェイソン・ナーヴィー〉）
- ハングオーバー!シリーズ（ダグ・ビリングス〈ジャスティン・バーサ〉）
  - ハングオーバー! 消えた花ムコと史上最悪の二日酔い
  - ハングオーバー!! 史上最悪の二日酔い、国境を越える
  - ハングオーバー!!! 最後の反省会
- 犯罪心理捜査官 最終章（クリス・ヒル）
- ファントム・スレッド（ハーディ〈ブライアン・グリーソン〉）
- ブラックホーク・ダウン（ランドール・シュガート）
- ベル ある伯爵令嬢の恋（ジェームズ・アシュフォード〈トム・フェルトン〉）
- 6日間（ラスティ・ファーミン〈ジェイミー・ベル〉）
- メガ・パイソンVSギガント・ゲイター
- モール★コップ（ヴェック・シムズ〈キーア・オドネル〉）
- ラブ・ザ・ハード・ウェイ 〜疑惑の男〜（ジェフ〈アウグスト・ディール〉）
- リーサル・ウェポン4（ニック）
- 隣人は闇に潜む（ケイレブ・セロー〈パトリック・マルドゥーン〉）
- ロード・トリップ（クリス）

#### ドラマ
- iCarly（シドニー・ヴァン・ガービン）
- ER XIV 緊急救命室 #298（ニコ・コバッチュ）
- イヴのすべて（チェ・ジンス）
- WITHOUT A TRACE/FBI 失踪者を追え!（シーズン2:カール#1、シーズン3:#5）
- 救命医ハンク3 セレブ診療ファイル（ショー・モーガン）
- ゲーム・オブ・スローンズ（ヴィセーリス・ターガリエン〈ハリー・ロイド〉）
- THE TUDORS〜背徳の王冠〜（トマス・カルペパー〈トランス・クームズ〉）
- スターゲイト SG-1（エリアム、兵士）
- CHASE/逃亡者を追え!（ボブ・マグロー）
- チング 〜愛と友情の絆〜（ハン・ドンス〈ヒョンビン〉）
- ディフェンダーズ 闘う弁護士
- NIKITA / ニキータ（カルメ）
- ニュースルーム（ジム・ハーパー〈ジョン・ギャラガー・Jr〉）
- ハーパーズ・アイランド 惨劇の島（J.D.ダン）
- パワーレンジャーシリーズ（アダム・パーク〈ジョニー・ヨング・ボッシュ〉、ユージン“スカル”スカロヴィッチ〈ジェイソン・ナーヴィー〉〈2代目〉）
  - パワーレンジャー（バブー〈2代目〉、ジャスティン / ダークレッドレンジャー 幻カマキリモンスター、ノコギリモンスター 他）
  - パワーレンジャー・ターボ（シャドウグリーンレジャー、マッド・マイク・ザ・ピザ）
  - パワーレンジャー・イン・スペース（ドナテルロ）
- HAWAII FIVE-0 シーズン4 #18（アラン〈ピーター・シンコダ〉）
- ファン・ジニ（チャンイ）
- プッシング・デイジー 〜恋するパイメーカー〜（ネッド〈リー・ペイス〉）
- 弁護士イーライのふしぎな日常（スコット）
- ホミサイド/殺人捜査課（ティム・ベイリス刑事〈カイル・セコー〉）
- ホワイトチャペル 終わりなき殺意（ケント）
- 私はラブ・リーガル2（エドワード・キム〈アーロン・ヨー〉）

#### アニメ
- アンデルセン・ストーリーズ（青年期のもみの木、妖精）
- 犬ヶ島（キング[15]）
- シルベスター&トゥイーティー ミステリー
- スーパーマン（囚人）
- ダックテイルズ（ジャイロ・ギアルース）

#### テレビ番組
- ブリティッシュ・ベイクオフ3（ライアン）

### ラジオドラマ
- VOMIC 華麗なる食卓（金森）

### その他コンテンツ
- ロマントピア藤原京'95 カプコンパビリオン ストリートファイターII 〜よみがえる藤原京〜（1995年）
- ブーバ先生むしむし大百科（ガンタ）
- 地球ドラマチック（ボイスオーバー）
  - 「ポンペイ"骨"が語る真実」
  - 「アブ・シンベル神殿を守れ!〜世紀の引っ越し大作戦〜」
  - 「ルーブル美術館の舞台裏」